# Mühle Stockau

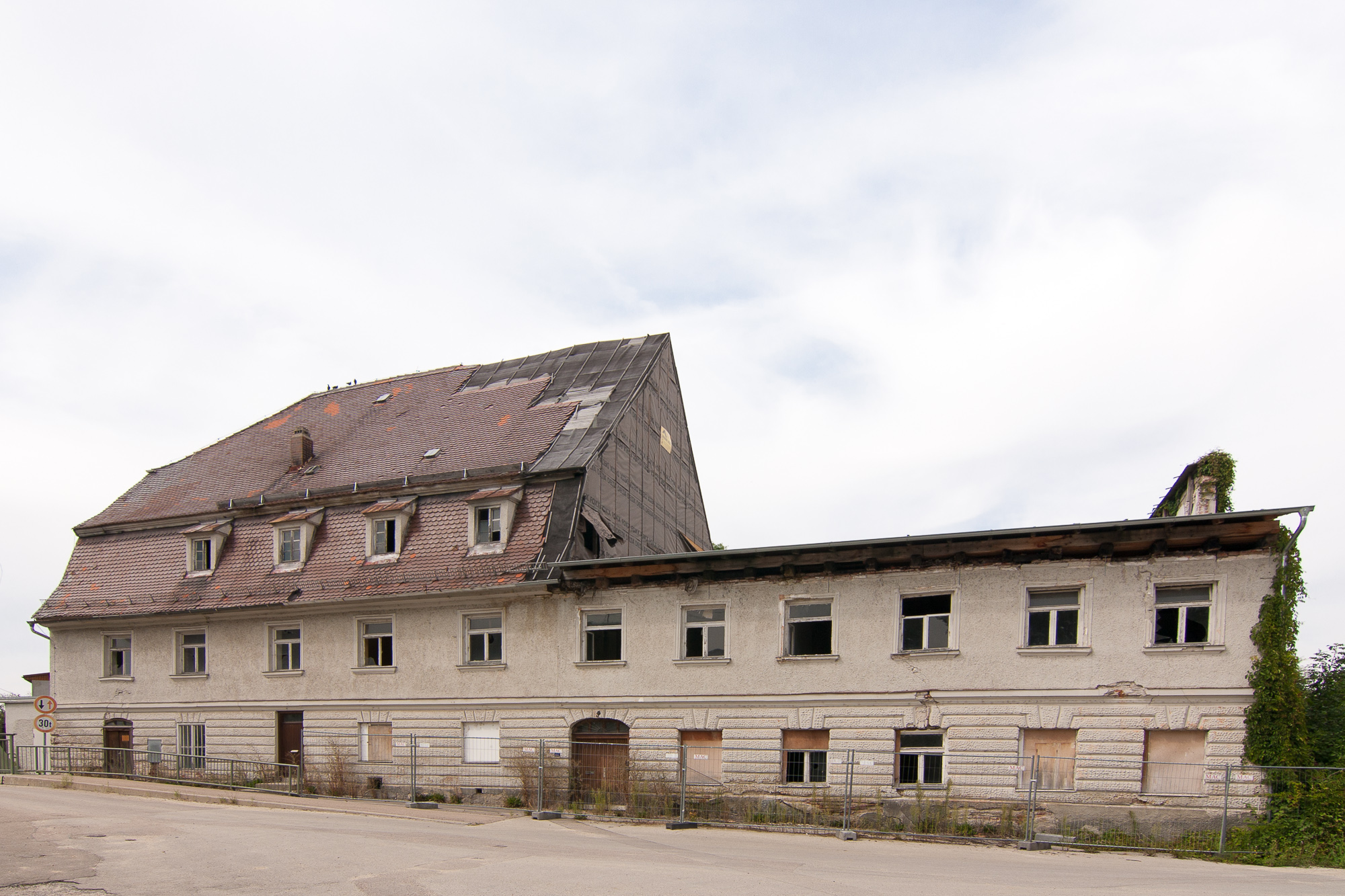
Mühle Stockau

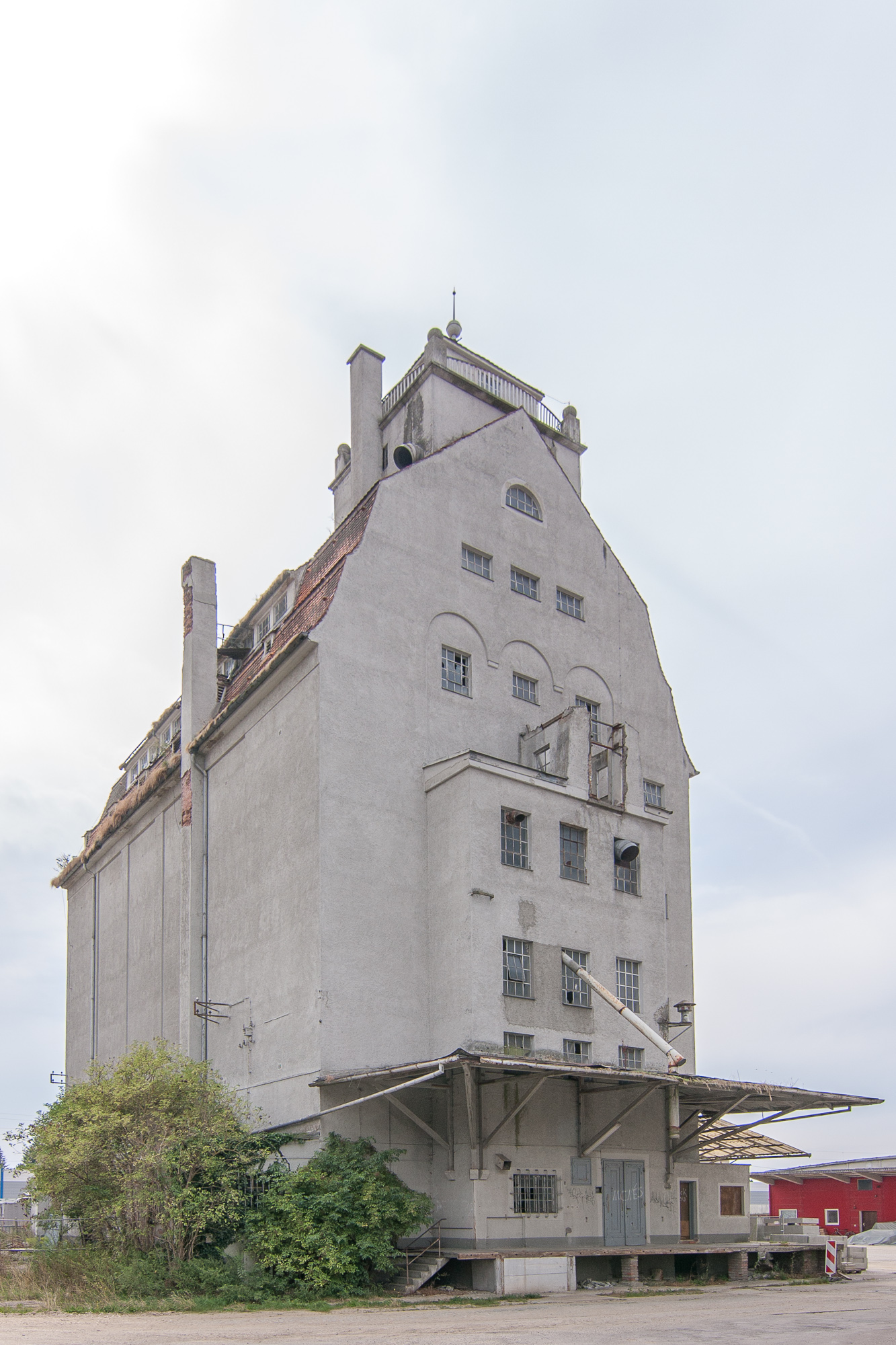
Silo

Die ehemalige Mühle Stockau in Reichertshofen, einer Marktgemeinde im oberbayerischen Landkreis Pfaffenhofen an der Ilm, wurde im 19. und 20. Jahrhundert errichtet. Die ehemalige Papier- und spätere Roggenmühle ist ein geschütztes Baudenkmal. 
Der zwischen der Paar und der Bahnstrecke München–Treuchtlingen gelegene langgestreckte, zweigeschossige und gegliederte Putzbau mit Mansardhalbwalmdach wurde um 1826 errichtet. Der Getreidesilo, ein mehrgeschossiger Stahlbetonskelettbau mit mehrfach gebrochenem Mansarddach und bekrönendem Turmaufsatz, entstand in den Jahren 1919/20. 
Die Mühle wurde im Jahr 1996 stillgelegt, und seitdem verfallen die Gebäude. Im Jahr 2013 hat die German Property Group die Mühle erstanden.